# Tehov (okres Benešov)
Obec Tehov se nachází v okrese Benešov, kraj Středočeský. Žije zde 348 obyvatel. Součástí obce jsou i vesnice Nemíž a Petříny.
Ve vzdálenosti 6 km jihozápadně leží město Vlašim, 20 km západně město Benešov, 32 km východně město Světlá nad Sázavou a 34 km severovýchodně město Kutná Hora.

## Historie
První písemná zmínka o obci pochází z roku 1352. Dne 1. ledna 2009 se k Tehovu připojila obec Nemíž.

### Územněsprávní začlenění
Dějiny územněsprávního začleňování zahrnují období od roku 1850 do současnosti. V chronologickém přehledu je uvedena územně administrativní příslušnost obce v roce, kdy ke změně došlo:
- 1850 země česká, kraj České Budějovice, politický okres Benešov, soudní okres Vlašim[4]
- 1855 země česká, kraj Tábor, soudní okres Vlašim
- 1868 země česká, politický okres Benešov, soudní okres Vlašim
- 1937 země česká, politický i soudní okres Vlašim[5]
- 1939 země česká, Oberlandrat Německý Brod, politický i soudní okres Vlašim[6]
- 1942 země česká, Oberlandrat Praha, politický okres Benešov, soudní okres Vlašim[7]
- 1945 země česká, správní i soudní okres Vlašim[8]
- 1949 Pražský kraj, okres Vlašim[9]
- 1960 Středočeský kraj, okres Benešov
- 2003 Středočeský kraj, okres Benešov, obec s rozšířenou působností Vlašim

## Pamětihodnosti
- Kostel svatého Prokopa na návsi
- Socha svatého Jana Nepomuckého
- Přírodní památka Na ostrově v k. ú. obce

## Doprava
Dopravní síť
- Pozemní komunikace – Obcí vede silnice II/125 Kolín - Psáře D1 - Tehov - Vlašim - Mladá Vožice. Ve vzdálenosti 2,5 km prochází dálnice D1 s exitem 49 (Psáře)

- Železnice – Železniční trať ani stanice na území obce nejsou.

Veřejná doprava 2012
- Autobusová doprava – V obci zastavovaly autobusové linky jedoucí např. do těchto cílů: Dolní Kralovice, Kácov, Kolín, Louňovice pod Blaníkem, Praha, Trhový Štěpánov, Vlašim, Zruč nad Sázavou.

## Galerie

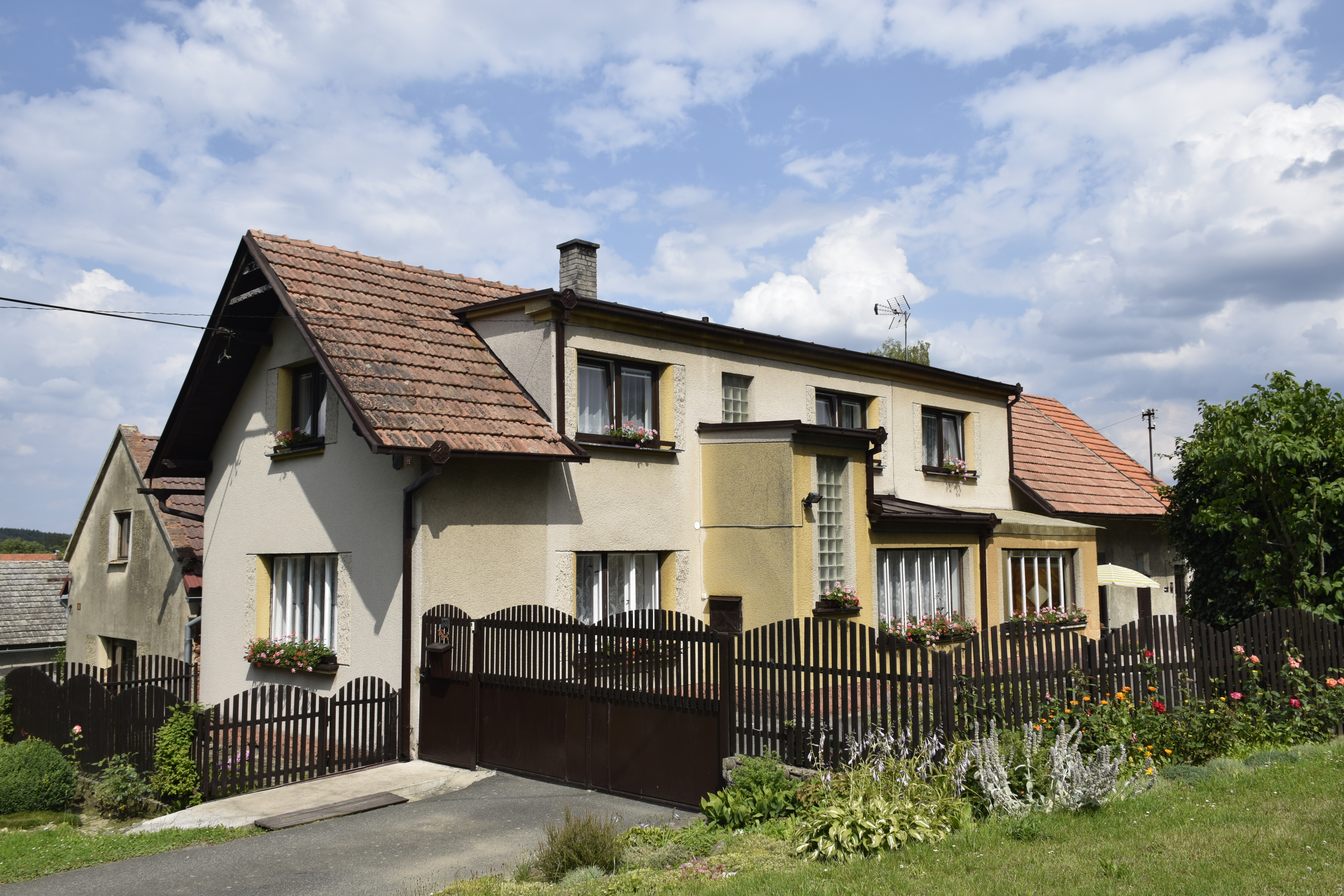
Dům
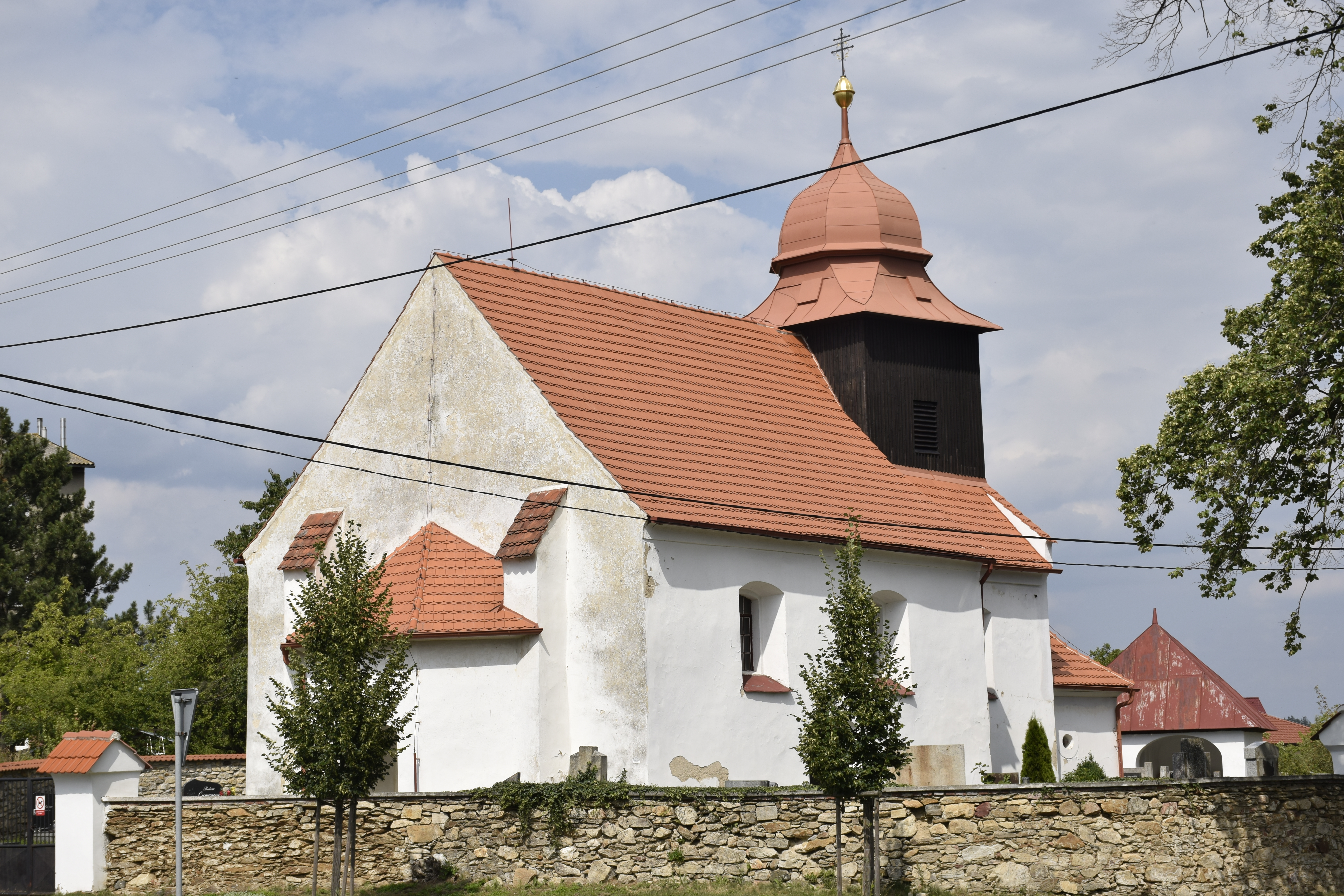
Kostel
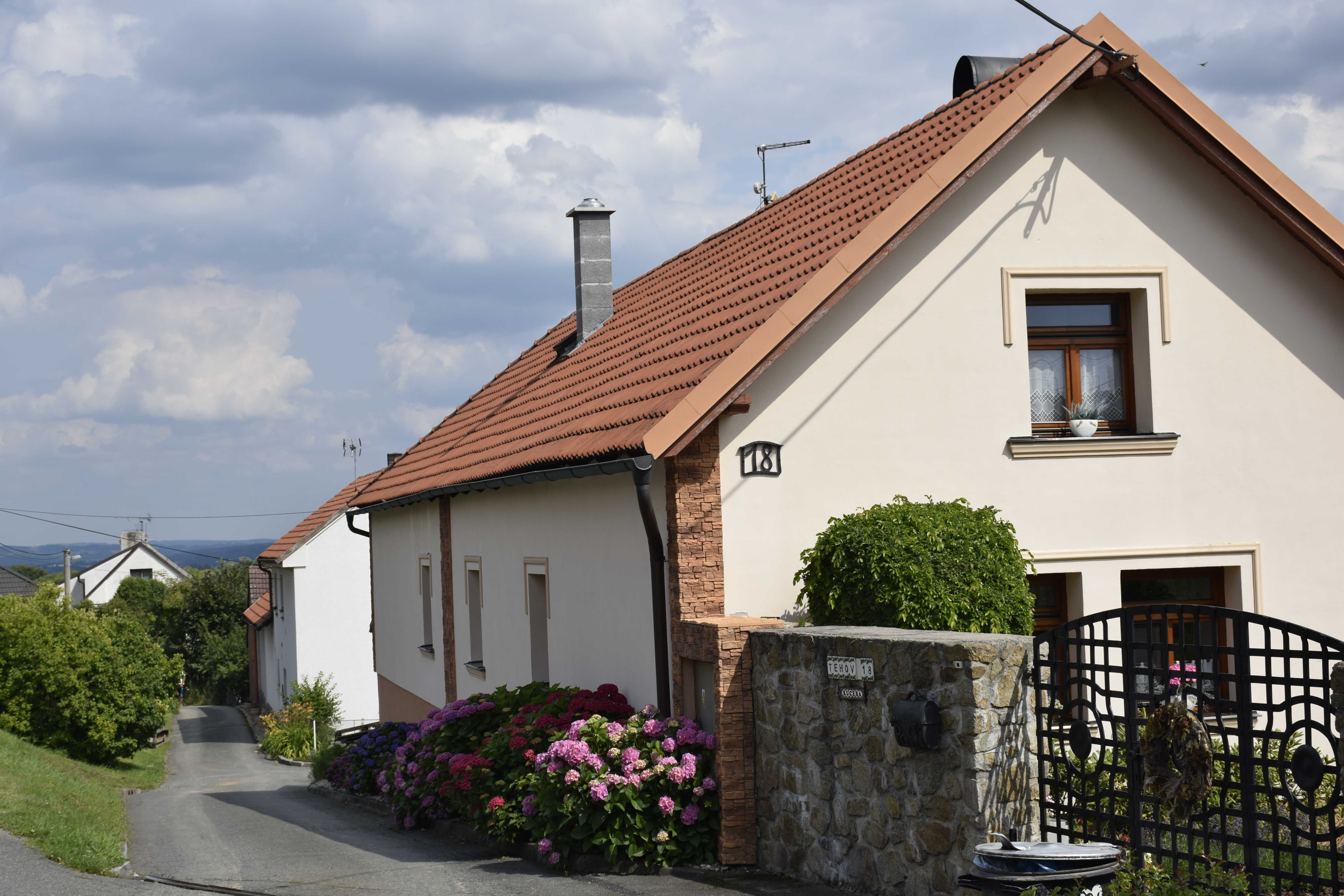
Dům s květinami